# معاليه ليفونا
معاليه ليفونا (بالعبرية: מַעֲלֵה לְבוֹנָה) مستوطنة مجتمعية إسرائيلية، أقيمت جنوب محافظة نابلس وسط الضفة الغربية، وتقع إداريًا ضمن اختصاص مجلس ماتي بنيامين الإقليمي.

## التسمية
جاء اسم المستوطنة من اسم نبات البخور العطري الذي ينمو في المنطقة التي أقيمت عليها المستوطنة ويعني اسمها بالعربية «تل البخور».

## التاريخ

### العصور القديمة
تطل مستوطنة معاليه ليفونا على ممر جبلي كان طريقًا تاريخًا بين نابلس – القدس، تسمى هذه المنطقة بوادي عيون الحرامية والتي حدثت فيها معركة بين المكابيون والسلوقيون وفق معتقدات اليهود في عام 167 قبل الميلاد. حيث قتل يهوذا المكابي السامري أبولونيوس.

### العصور الحديثة
أسست حركة غوش ايمونيم الاستيطانية الاستعمارية مستوطنة معاليه ليفونا، حيث بدأت كنقطة عسكرية «ناحال» في أغسطس 1980، ثم صارت مستوطنة دائمة في 9 مايو 1984. أقيمت بين محافظتي نابلس ورام الله والبيرة على أراضي بلدات اللبن الشرقية وعبوين وسنجل فوق قمة «جبل الباطن». تقع ضمن تكتل مستوطنات كبيرة تضم عيلي، وشيلو وشفوت راحيل، وتُشرف جميعها على طريق نابلس – رام الله.
وفقًا لمعهد الأبحاث التطبيقية - القدس، فإن السلطات الإسرائيلية استولت على أراض من ثلاث بلدات لإقامة معاليه ليفونا وهي:
- سنجل – 447 دونمًا.[6]
- اللبن الشرقية – 229 دونمًا.[7]
- عبوين – 72 دونمًا.[8]

في عام 2005، أقامت سلطات الاحتلال الإسرائيلي جدار أمني حول المستوطنة وصادرت نحو 500 دونمًا.
حتى عام 2018، بلغت مساحة المستوطنة الكلية نحو 503 دونمات، فيما تبلغ المساحة العمرانية نحو 161 دونمًا.
إلى الجهة الشرقية من المستوطنة، تقع بؤرة حراشة الاستيطانية التي أقيمت عام 2002.

## السكان
بلغ عدد سكانها في عام 1991 حوالي 200 مستوطنًا. فيما بلغ عام 2005 نحو 545 مستوطنًا. وفي عام 2018، بلغ عدد سكانها نحو 866 مستوطنًا.

## الجانب القانوني
يعتبر المجتمع الدولي المستوطنات الإسرائيلية في الضفة الغربية غير قانونية بموجب القانون الدولي، لكن الحكومة الإسرائيلية تعارض ذلك.